# Atelopus spurrelli
Atelopus spurrelli is een kikker uit de familie padden (Bufonidae) en het geslacht klompvoetkikkers (Atelopus). De soort werd voor het eerst wetenschappelijk beschreven door George Albert Boulenger in 1914.
Atelopus spurrelli leeft in delen van Zuid-Amerika en komt endemisch voor in Colombia. De kikker is bekend van een hoogte van 50 tot 500 meter boven zeeniveau. De soort komt in een relatief klein gebied voor en is hierdoor kwetsbaar. Door de internationale natuurbeschermingsorganisatie IUCN wordt de soort beschouwd als 'Kwetsbaar'.
Atelopus spurrelli komt lokaal algemeen voor. De kikker heeft een gele kleur met zwarte vlekken en strepen.